# Mazurska Partia Ludowa
Mazurska Partia Ludowa (Partia  Ludowa Mazurska) – pierwsza organizacja polityczna Mazurów, założona w grudniu 1896 w Ełku jako przeciwwaga dla partii konserwatywnych.
Duże zasługi przy organizowaniu MPL położył Karol Bahrke, redaktor „Gazety Ludowej” i pierwszy przewodniczący partii. Sekretarzem wybrano Zenona Lewandowskiego, aptekarza z Gniezna. Z innych działaczy na plan pierwszy wybijali się aktywnością chłopi mazurscy: Bogumił Labusz (Gottlieb Labusch), Gustaw Leyding starszy, znany poeta mazurski Michał Kajka i inni. Większość działaczy partii było chłopami o różnym statusie materialnym. Zróżnicowanie ekonomiczne doprowadziło do podziału na dwie główne frakcje: bogatsi skupili się wokół ośrodka ełckiego, a małorolni utworzyli ośrodek szczycieński.

## Pierwsze zebranie
Na 8 listopada 1897 zwołano zebranie, na którym powołano 30-osobowy komitet wyborczy. Program MPL, uchwalony 25 stycznia 1898, stawiał za cel naczelny obronę chłopów (gospodarzy) i robotników przed wyzyskiem ze strony wielkich właścicieli ziemskich. Dla osiągnięcia tego celu partia postulowała: reformę podatkową i administracyjną, która by zniosła uprzywilejowanie wielkiej własności (połączenie gminy z majątkiem, sprawiedliwsze płacenie ciężarów szkolnych ze strony majątków, sprawiedliwszy podział ciężarów budowania gościńców, lepsze porządki co do ubogich wioski, wybory wójta przez gminę, zlecenie miejscowej policji sołtysowi), przeprowadzenie reform gospodarczych i politycznych dla polepszenia sytuacji chłopów i robotników (przystępniejsze używanie funduszu melioracyjnego dla stanu gospodarskiego, tańsze taryfy dla nawozów sztucznych, wydzierżawianie królewskich domen gospodarzom, zniesienie majoratów, liczniejszy zastęp gospodarczy w »kreistagu« – sejmiku powiatowym – w izbie rolniczej, zaprowadzenie na Mazurach drobnego przemysłu w celu utrzymania na miejscu robotnika, budowa kanału mazurskiego Orzecze – Ełk – Rajgród).
W programie MPL mocno podkreślano postulaty ogólnopolityczne, jak równość wobec prawa, wolność stowarzyszania się, zachowanie religii i języka ojczystego, zachowanie demokratycznego prawa wyborczego do Sejmu Rzeszy i rozszerzenie go na Sejm Pruski. Wszystkie swoje uchwały MPL ogłaszała na łamach „Gazety Ludowej”, która stała się jej organem. „Gazeta Ludowa” założona w styczniu 1896 r. w Ełku odegrała ogromną rolę w pracach przygotowawczych MPL, a następnie w akcji propagowania jej zasad i werbowania członków. Na łamach „Gazety” ogłaszano pierwsze rozważania o konieczności posiadania odrębnej reprezentacji poselskiej, co w konsekwencji doprowadziło do założenia MPL. Wydawania „Gazety Ludowej” zaprzestano w 1902. Drugim organem prasowym partii był „Mazur” wydawany w Szczytnie w latach 1906–1914.

## Teren działania
MPL działała głównie na terenie dzisiejszych powiatów: ełckiego, giżyckiego, oleckiego, mrągowskiego, piskiego, szczycieńskiego i nidzickiego.

## Walka wyborcza
Głównym przedmiotem działalności MPL była walka wyborcza. Dzięki ofiarności działaczy partyjnych i przyciągającemu sympatie chłopskie radykalnemu programowi uzyskała MPL sukcesy w wyborach 1898. W okręgach Szczytno-Mrągowo (5694 głosy) i Ełk-Jańsbork-Olecko (2238 głosy). Wartość tych sukcesów była tym większa, że przeciwko MPL władze pruskie i partie konserwatywne rozpętały nagonkę i nie szczędziły szykan. Na skutek szykan i wyroków sądowych usunął się z Mazur w 1898 Karol Bahrke, a wkrótce potem upadła „Gazeta Ludowa”. MPL wzięła udział w wyborach 1903, 1907 i 1911, zyskując już mniejsze ilości głosów. W 1913 wezwała do bojkotu wyborów. MPL ulegała stopniowej radykalizacji, czego dowodem było usuwanie z partii właścicieli ziemskich. Władze pruskie traktowały MPL jako organizację niebezpieczną i utrudniały jej rozwój przez zakazy policyjne, nadzory nad działaczami i specjalne szykany w okresie wyborów.

## Działalność gospodarcza
Od 1911 podejmowała MPL szereg inicjatyw gospodarczych (np. zakładanie kas i banków ludowych) i rozwijała swoją działalność do wybuchu I wojny światowej. W 1910 z funduszy polskiego Banku Ludowego w Lubawie utworzono w Szczytnie Mazurski Bank Ludowy, który działał do 1928 r. Partia praktycznie przestała istnieć z momentem wybuchu wojny 1914–1918.
Partia nie odegrała znaczącej roli na mazurskiej scenie politycznej. Budziła nieufność wśród mówiących po polsku, jednak w większości odczuwających swoją odrębność, Mazurów. Niechęć do partii, w większości ewangelickiego społeczeństwa, zwiększały również związki niektórych działaczy z katolicyzmem. Jednak utworzone w okresie międzywojennym organizacje mazurskie, jak Samopomoc Mazurska, Zjednoczenie Mazurskie, nawiązywały do tradycji MPL i miały w swoich szeregach ich działaczy.